# Lodoso (Burgos)
Lodoso  es una localidad situada en la provincia de Burgos, comunidad autónoma de Castilla y León (España), comarca de Odra-Pisuerga, ayuntamiento de Pedrosa de Río Úrbel.

## Datos generales
En 2006, contaba con 75 habitantes.
Situado 2 km al norte de la capital del municipio, Pedrosa de Río Úrbel, ambos en el curso medio del río Úrbel, en otro tiempo fértil por sus cultivos de patatas y remolachas y hoy, por la prohibición de riego, olvidada dicha fertilidad, en espera de la llegada de tiempos mejores, y por tanto de monocultivo cerealista.
El acceso desde Burgos, capital, se puede realizar por la A-231, saliendo en Las Quintanillas,  y desde esta localidad tomar la BU-V-6067, carretera local que desde aquí pasando por Santa María Tajadura, Pedrosa de Río Úrbel llega a Lodoso. También se puede realizar saliendo desde Burgos por la BU-622 y pasando por Quintanadueñas, Arroyal, y al llegar a Mansilla de Burgos tomar la BU-V-6067 con dirección Sur a Lodoso. Por el Oeste de la localidad, otra carreetra local, la BU-V-6065 comunica con la BU-V-6063 que une Pedrosa de Río Úrbel con San Pedro Samuel y Avellanosa del Páramo. Se encuentra a 21 kilómetros de Burgos.

## Situación administrativa
Desde las Elecciones Municipales del 12 de mayo de 2011, Lodoso se ha constituido en una Entidad Local Menor dependiente del Ayuntamiento de Pedrosa de Río Úrbel Entidad Local Menor.

## Historia
Lugar que formaba parte, de la Jurisdicción de Haza de Siero en del Partido de Castrojeriz, uno de los catorce que formaban la Intendencia de Burgos, durante el periodo comprendido entre 1785 y 1833, en el Censo de Floridablanca de 1787, jurisdicción de realengo con regidor pedáneo.
Antiguo municipio de Castilla la Vieja en el partido de Burgos código INE-09520 
En el censo de la matrícula catastral contaba con 71 hogares y 201 vecinos.
Entre el censo de 1970 y el anterior, este municipio desaparece porque se integra en el municipio 09259 Pedrosa de Río Urbel.

## Demografía
| Gráfica de evolución demográfica de Lodoso entre 1842 y 1960 |
| |
| Población de derecho según los censos de población del INE Población de hecho según los censos de población del INEEntre el censo de 1970 y el anterior, este municipio desaparece porque se integra en el municipio Pedrosa de Río Urbel. |